# 亚历山德拉·卡武茨卡
亚历山德拉·卡武茨卡（波蘭語：Aleksandra Kałucka，2001年12月25日—），波兰女子攀岩运动员，2022年欧洲攀岩锦标赛女子速度赛银牌得主、2024年夏季奥林匹克运动会女子速度赛铜牌得主。